# کارنامه بلخ
یکی از آثار سنایی است و هنگام توقف شاعر در بلخ سروده شده و حدود پانصد بیت است و چون به طریق مزاح سروده شده، آن را مطایبه‌نامه نیز گفته‌اند.
شاعر در این اثر، به گوشه‌هایی از زندگی خود و پدر و بعضی از معاصرانش پرداخته است.
این اثر توسط محمدتقی مدرس رضوی ویرایش و چاپ شده است.